# Dai Jianming
Dai Jianming (chiń. 戴建明; pinyin Dài Jiànmíng) – chiński brydżysta z tytułem World Life Master w kategorii Open (WBF).
Dai Jianming jest profesjonalnym brydżystą.

## Wyniki brydżowe

### Olimpiady
Na olimpiadach uzyskał następujące rezultaty:
| Olimpiady brydżowe. Zawody teamów | Olimpiady brydżowe. Zawody teamów | Olimpiady brydżowe. Zawody teamów    | Olimpiady brydżowe. Zawody teamów | Olimpiady brydżowe. Zawody teamów | Olimpiady brydżowe. Zawody teamów |
| Rok                               | Miejsce                           | Zawody                               | Kategoria                         | Drużyna                           | Pozycja                           |
| --------------------------------- | --------------------------------- | ------------------------------------ | --------------------------------- | --------------------------------- | --------------------------------- |
| 2008                              | Pekin                             | 1. Olimpiada Sportów Umysłowych      | Open                              | China                             | 5                                 |
| 2004                              | Stambuł                           | 12. Olimpiada Teamów                 | Open                              | China                             | 4                                 |
| 2000                              | Lozanna                           | 3. Mistrzostwa o Wielką Nagrodę MKOL | Open                              | China                             | 5                                 |
| 2000                              | Maastricht                        | 11. Olimpiada Brydżowa               | Open                              | China                             | 25                                |
| 1999                              | Lozanna                           | 2. Mistrzostwa o Wielką Nagrodę MKOL | Open                              | China                             | 4                                 |
| 1998                              | Lozanna                           | 1. Mistrzostwa o Wielką Nagrodę MKOL | Open                              | China                             | 1                                 |

### Zawody światowe
W światowych zawodach zdobył następujące lokaty:
| Mistrzostwa Świata. Konkurencja teamów | Mistrzostwa Świata. Konkurencja teamów | Mistrzostwa Świata. Konkurencja teamów          | Mistrzostwa Świata. Konkurencja teamów | Mistrzostwa Świata. Konkurencja teamów | Mistrzostwa Świata. Konkurencja teamów |
| Rok                                    | Miejsce                                | Zawody                                          | Kategoria                              | Drużyna                                | Pozycja                                |
| -------------------------------------- | -------------------------------------- | ----------------------------------------------- | -------------------------------------- | -------------------------------------- | -------------------------------------- |
| 2014                                   | Sanya                                  | 14. Seria Mistrzostw Świata                     | Open                                   | Huang Long Team                        | 71                                     |
| 2014                                   | Sanya                                  | 14. Seria Mistrzostw Świata                     | Miksty                                 | Geely Automobile                       | 2                                      |
| 2013                                   | Nusa Dua                               | 41. Mistrzostwa Świata Teamów                   | Trans                                  | SAYC VW                                | 2                                      |
| 2012                                   | Lille                                  | 5. Otwarte Mistrzostwa Świata Teamów Mikstowych | Miksty                                 | Saic Red                               | 3                                      |
| 2009                                   | São Paulo                              | 39. Mistrzostwa Świata Teamów                   | Open                                   | China Long Zhu                         | 4                                      |
| 2007                                   | Szanghaj                               | 38. Mistrzostwa Świata Teamów                   | Trans                                  | Pudongpufa Club                        | 48                                     |
| 2006                                   | Werona                                 | 12. Mistrzostwa Świata                          | Open                                   | China Smeg                             | 5                                      |
| 2005                                   | Estoril                                | 37. Mistrzostwa Świata Teamów                   | Open                                   | China                                  | 11                                     |
| 2005                                   | Estoril                                | 37. Mistrzostwa Świata Teamów                   | Trans                                  | China Open                             | 4                                      |
| 1998                                   | Lille                                  | 10. Mistrzostwa Świata                          | Open                                   | Fu                                     | 113                                    |

| Mistrzostwa Świata. Konkurencja par | Mistrzostwa Świata. Konkurencja par | Mistrzostwa Świata. Konkurencja par | Mistrzostwa Świata. Konkurencja par | Mistrzostwa Świata. Konkurencja par | Mistrzostwa Świata. Konkurencja par |
| Rok                                 | Miejsce                             | Zawody                              | Kategoria                           | Partner                             | Pozycja                             |
| ----------------------------------- | ----------------------------------- | ----------------------------------- | ----------------------------------- | ----------------------------------- | ----------------------------------- |
| 2006                                | Werona                              | 12. Mistrzostwa Świata              | Miksty                              | Wang Wenfei                         | 17                                  |
| 2006                                | Werona                              | 12. Mistrzostwa Świata              | Open                                | Yang Lixin                          | 47                                  |

## Klasyfikacja
- Dai Jianming – klasyfikacja WBF (ang.)